# Soto de la Vega
Soto de la Vega település Spanyolországban, León tartományban. Lakosainak száma 1493 fő (2024).

## Földrajza
Soto de la Vega Palacios de la Valduerna, Santa María de la Isla, San Cristóbal de la Polantera, Villazala, Regueras de Arriba és La Bañeza községekkel határos.

## Népesség
A település lakosságának változását az alábbi diagram mutatja:
| Lakosok száma | 1974 | 1933 | 1888 | 1810 | 1724 | 1656 | 1578 | 1529 | 1490 | 1493 |
|               | 2001 | 2004 | 2007 | 2009 | 2012 | 2014 | 2017 | 2019 | 2022 | 2024 |